# 野球殿堂博物館
野球殿堂博物館，又稱日本棒球名人堂，位於东京都文京区，是日本最大的棒球主題博物馆。野球殿堂博物館於1959年6月12日開幕時名為野球體育博物館，由「財團法人野球體育博物館」營運，當時位於後樂園球場，隨著後樂園球場停用、東京巨蛋完工，1988年遷至旁邊的东京巨蛋內。2013年4月1日改組為「公益財團法人野球殿堂博物館」，博物館名稱也隨之更動。在馆内展示著王貞治、長島茂雄等进入「野球殿堂」選手的相關物品，也收集了很多棒球的相關資料跟文物。

## 沿革
- 1959年6月12日：於后乐园球场開館。
- 1988年：东京巨蛋完工时，將場館遷移至此處。
- 2009年6月12日：慶祝開館50周年。
- 2013年（平成25年）4月1日：改稱「野球殿堂博物館」[1]。

## 備註
1. 1 2  名称変更のお知らせ （页面存档备份，存于） - 野球殿堂博物館公式サイト内『What's New』より、2013年4月1日付記事。 ※2013年4月1日閲覧